# Маслинка
Масли́нка, або лох (Elaeagnus) — рід багаторічних рослин родини маслинкових, що налічує понад 90 видів. Вони розповсюджені від теплих помірних широт до субтропіків північної півкулі, на південь до Малезії й один вид зростає в Австралії. Центром біорізноманіття є Азія, насамперед Китай. Деякі види є цінними харчовими, лікарськими, медоносними, технічними та декоративними культурами. Вважалося, що ця колюча і дуже запашна рослина оберігала людей від злих духів.

## Назва
Українська назва роду пояснюється схожістю обох його представників, які поширені в Україні — маслинки вузьколистої та маслинки сріблястої з іншим добре відомим деревом — маслиною європейською, або оливою. Втім, слід зазначити, що ці дерева систематично не споріднені між собою.

## Опис
Невисокі листопадні дерева або кущі. Гілки деяких видів колючі. Маслинкам властиве тонке опушення листків, бруньок, молодих гілок, а у деяких видів квіток і плодів, внаслідок чого вони набувають більш-менш виразного сріблястого відтінку. Листки черешкові, цільні, цілокраї, зазвичай видовжені — від лінійних до широколанцетних. Квіти актиноморфні, двостатеві, розташовані в пазухах листків поодинці або по кілька штук. Оцвітина чотиричленна. Пелюстки білі або жовті. Тичинок чотири. Маточка одна, пряма. Плід — куляста або еліптична кістянка жовтого, коричневого, червоного кольору. Зародок у насінні великий.

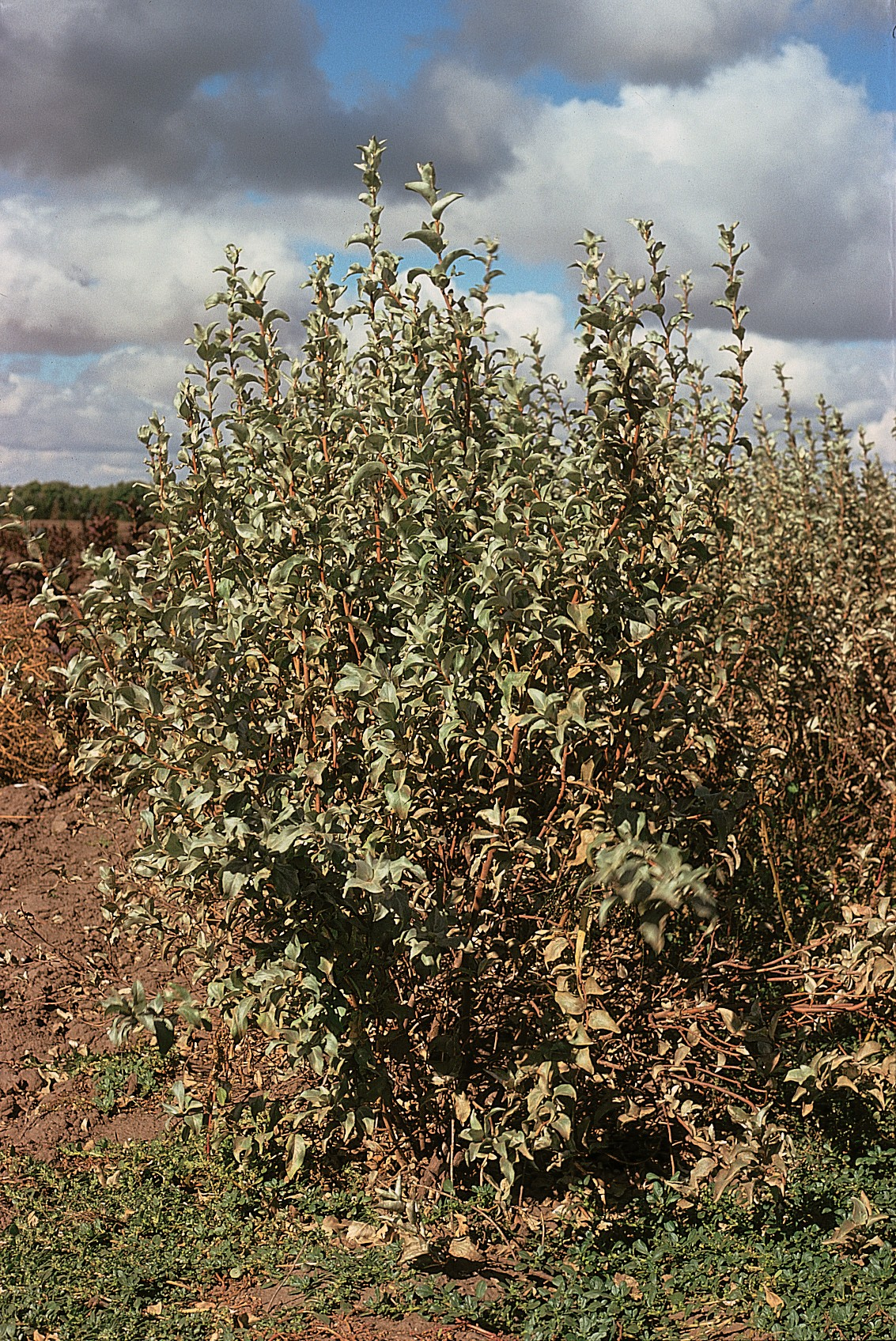
Кущ маслинки сріблястої
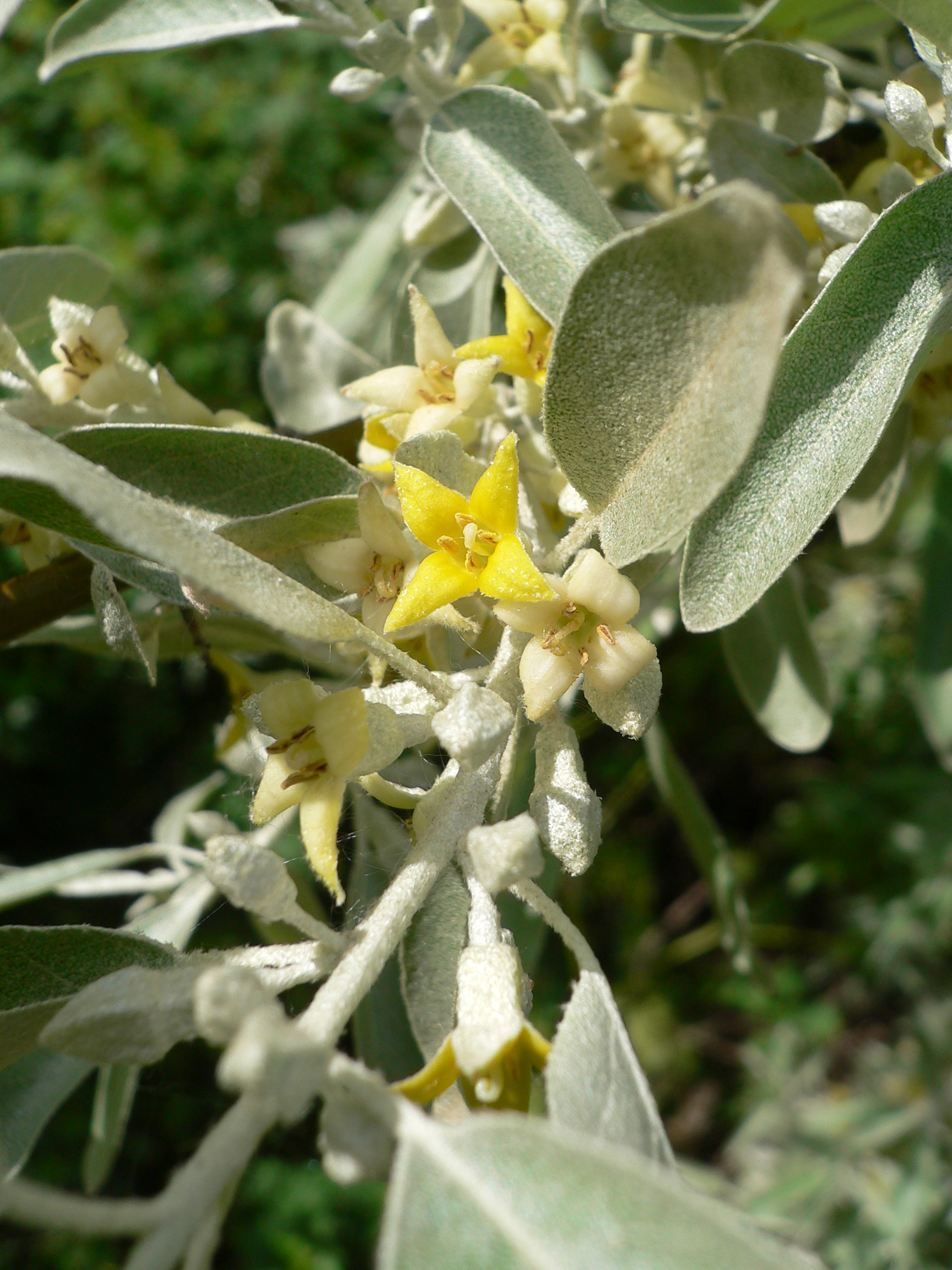
Квітка маслинки вузьколистої
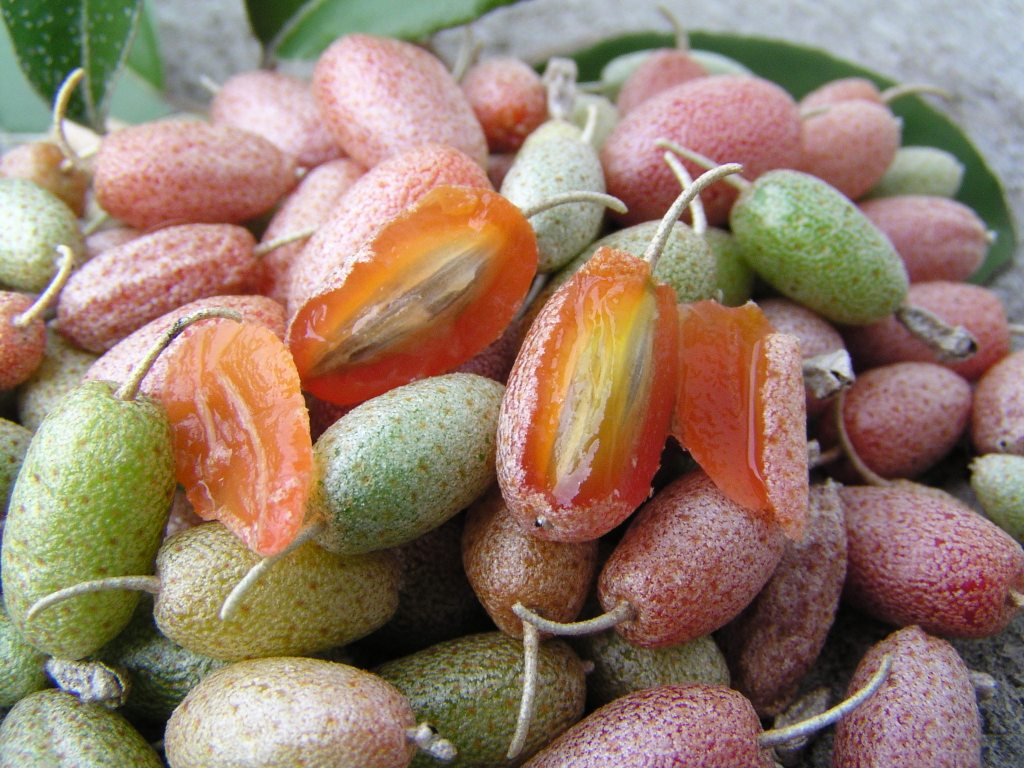
Плоди Elaeagnus ebbingei

## Поширення
Центром видового розмаїття є Китай, де зростає 67 видів. Також маслинки можна зустріти в інших країнах Азії: Індії, Японії, Туреччині, Філіппінах. Найпівденніша точка, де зростають представники роду, — Австралія. Маслинка вузьколиста досить широко розповсюджена на теренах Європи, вона також інтродукована в США, де крім цього виду зростає й тубільна маслинка срібляста.

## Види
1. Elaeagnus angustata (Rehder) C.Y.Chang
2. Elaeagnus angustifolia L. — маслинка вузьколиста
3. Elaeagnus annamensis S.Moore
4. Elaeagnus arakiana Koidz.
5. Elaeagnus argyi H.Lév.
6. Elaeagnus bambusetorum Hand.-Mazz.
7. Elaeagnus bockii Diels
8. Elaeagnus bonii Lecomte
9. Elaeagnus calcarea Z.R.Xu
10. Elaeagnus caudata Schltdl. ex Momiy.
11. Elaeagnus cinnamomifolia W.K.Hu & H.F.Chow
12. Elaeagnus commutata Bernh. ex Rydb. — маслинка срібляста
13. Elaeagnus conferta Roxb.
14. Elaeagnus courtoisii Belval
15. Elaeagnus darenensis S.S.Ying
16. Elaeagnus davidii Franch.
17. Elaeagnus delavayi Lecomte
18. Elaeagnus difficilis Servett.
19. Elaeagnus elongatus Tagane & V.S.Dang
20. Elaeagnus epitricha Momiy. ex H.Ohba
21. Elaeagnus fasciculata Griff.
22. Elaeagnus formosana Nakai
23. Elaeagnus formosensis Hatus.
24. Elaeagnus geniculata D.Fang
25. Elaeagnus glabra Thunb.
26. Elaeagnus gonyanthes Benth.
27. Elaeagnus grandifolia Hayata
28. Elaeagnus griffithii Servett.
29. Elaeagnus grijsii Hance
30. Elaeagnus guizhouensis C.Y.Chang
31. Elaeagnus henryi Warb. ex Diels
32. Elaeagnus heterophylla D.Fang & D.R.Liang
33. Elaeagnus hunanensis C.J.Qi & Q.Z.Lin
34. Elaeagnus indica Servett.
35. Elaeagnus infundibularis Momiy.
36. Elaeagnus jiangxiensis C.Y.Chang
37. Elaeagnus jingdonensis C.Y.Chang
38. Elaeagnus kanaii Momiy.
39. Elaeagnus lanceolata Warb.
40. Elaeagnus lanpingensis C.Y.Chang
41. Elaeagnus laosensis Lecomte
42. Elaeagnus latifolia L.
43. Elaeagnus lipoensis Z.R.Xu
44. Elaeagnus liukiuensis Rehder
45. Elaeagnus liuzhouensis C.Y.Chang
46. Elaeagnus longiloba C.Y.Chang
47. Elaeagnus loureiroi Champ.
48. Elaeagnus luoxiangensis C.Y.Chang
49. Elaeagnus luxiensis C.Y.Chang
50. Elaeagnus macrantha Rehder
51. Elaeagnus macrophylla Thunb. — маслинка широколиста
52. Elaeagnus magna (Servett.) Rehder
53. Elaeagnus matsunoana Makino
54. Elaeagnus maximowiczii Servett.
55. Elaeagnus micrantha C.Y.Chang
56. Elaeagnus mollis Diels
57. Elaeagnus montana Makino
58. Elaeagnus multiflora Thunb. — маслинка багатоквіткова
59. Elaeagnus murakamiana Makino
60. Elaeagnus numajiriana Makino
61. Elaeagnus obovatifolia D.Fang
62. Elaeagnus oldhamii Maxim.
63. Elaeagnus ovata Servett.
64. Elaeagnus pallidiflora C.Y.Chang
65. Elaeagnus pilostyla C.Y.Chang
66. Elaeagnus pingnanensis C.Y.Chang
67. Elaeagnus pungens Thunb.
68. Elaeagnus pyriformis Hook.f.
69. Elaeagnus retrostyla C.Y.Chang
70. Elaeagnus rivularis Merr.
71. Elaeagnus rotundata Nakai
72. Elaeagnus s-stylata Z.R.Xu
73. Elaeagnus sarmentosa Rehder
74. Elaeagnus schlechtendalii Servett.
75. Elaeagnus stellipila Rehder
76. Elaeagnus × submacrophylla Servett.
77. Elaeagnus takeshitai Makino
78. Elaeagnus taliensis C.Y.Chang
79. Elaeagnus tarokoensis S.Y.Lu & Yuen P.Yang
80. Elaeagnus thunbergii Servett.
81. Elaeagnus tonkinensis Servett.
82. Elaeagnus tricholepis Momiy.
83. Elaeagnus triflora Roxb.
84. Elaeagnus tubiflora C.Y.Chang
85. Elaeagnus tutcheri Dunn
86. Elaeagnus umbellata Thunb. — маслинка японська
87. Elaeagnus viridis Servett.
88. Elaeagnus wenshanensis C.Y.Chang
89. Elaeagnus xichouensis C.Y.Chang
90. Elaeagnus xingwenensis C.Y.Chang
91. Elaeagnus xizangensis C.Y.Chang
92. Elaeagnus yoshinoi Makino
93. Elaeagnus yunnanensis Servett.[4]